# 坂野幸夫
坂野 幸夫（さかの ゆきお、1976年2月3日 - ）は、山形県米沢市出身の元スキージャンプ選手、指導者である。

## 来歴
米沢市立第三中学校-米沢工業高校-1994年雪印乳業入社。2010-2011シーズン限りで現役を引退した。2021年4月、雪印メグミルクスキー部コーチに就任、2023年4月より2025年3月まで同部監督を務める。

## 主な成績
- 1991.02.08(金)　第28回全国中学スキー大会　3位
- 1993.01.10(日)　第34回雪印杯全日本ジャンプ大会少年組　優勝
- 1993.02.04(木)　第42回全国高等学校スキー大会　4位
- 1996.12.15(日)　第12回吉田杯ジャンプ大会成年組　優勝
- 2000.03.12(日)　第34回雪印杯全日本ジャンプ旭川大会成年組　優勝
- 2005.03.06(日)　第76回宮様スキー大会国際競技会ラージヒル競技成年組　優勝
- 2006.02.22(水)　第61回国民体育大会スキー競技会成年B　優勝

## 家族
長男の坂野旭飛 (2005–2025) もスキージャンプ選手で雪印メグミルクスキー部に所属していた。